# العلاقات اليمنية الجنوب سودانية
العلاقات اليمنية الجنوب سودانية هي العلاقات الثنائية التي تجمع بين اليمن وجنوب السودان.

## مقارنة بين البلدين
هذه مقارنة عامة ومرجعية للدولتين:
| وجه المقارنة                                              | اليمن                   | جنوب السودان                  |
| --------------------------------------------------------- | ----------------------- | ----------------------------- |
| المساحة (كم2)                                             | 555.00 ألف              | 619.75 ألف                    |
| عدد السكان (نسمة)                                         | 28.25 مليون             | 12.58 مليون                   |
| الكثافة السكانية (ن./كم²)                                 | 50.9                    | 20.3                          |
| العاصمة                                                   | صنعاء عدن (عاصمة مؤقتة) | جوبا                          |
| اللغة الرسمية                                             | اللغة العربية           | لغة إنجليزية                  |
| العملة                                                    | ريال يمني               | جنيه جنوب سوداني، جنيه سوداني |
| الناتج المحلي الإجمالي (بليون دولار)                      | 18.21 مليار             | 2.90 مليار                    |
| الناتج المحلي الإجمالي (تعادل القوة الشرائية) بليون دولار | 75.69 مليار             | 22.88 مليار                   |
| الناتج المحلي الإجمالي الاسمي للفرد دولار أمريكي          | 1.41 ألف                | 73                            |
| الناتج المحلي الإجمالي للفرد دولار أمريكي                 |                         | 2.02 ألف                      |
| مؤشر التنمية البشرية                                      | 0.498                   | 0.467                         |
| رمز المكالمات الدولي                                      | +967                    | +211                          |
| رمز الإنترنت                                              | .ye                     | .ss                           |
| المنطقة الزمنية                                           | ت ع م+03:00             | ت ع م+03:00                   |

## منظمات دولية مشتركة
يشترك البلدان في عضوية مجموعة من المنظمات الدولية، منها:
| علم المنظمة | اسم المنظمة                               | تاريخ انضمام اليمن | تاريخ انضمام جنوب السودان |
| ----------- | ----------------------------------------- | ------------------ | ------------------------- |
|             | يونسكو                                    | 2 أبريل 1962       | 27 أكتوبر 2011            |
|             | مؤسسة التمويل الدولية                     | 22 مايو 1970       | 18 أبريل 2012             |
|             | المركز الدولي لتسوية المنازعات الاستشارية | 20 نوفمبر 2004     | 18 مايو 2012              |
|             | مؤسسة التنمية الدولية                     | 22 مايو 1970       | 18 أبريل 2012             |
|             | وكالة ضمان الاستثمار متعدد الأطراف        | 12 مارس 1996       | 18 أبريل 2012             |
|             | الاتحاد البريدي العالمي                   | ?                  | ?                         |
|             | منظمة الشرطة الجنائية الدولية             | ?                  | ?                         |
|             | الأمم المتحدة                             | 30 سبتمبر 1947     | 14 يوليو 2011             |
|             | الاتحاد الدولي للاتصالات                  | 1931               | 3 أكتوبر 2011             |
|             | البنك الدولي للإنشاء والتعمير             | 3 أكتوبر 1969      | 18 أبريل 2012             |

## وصلات خارجية
- موقع وزارة الخارجية الجنوب سودانية